# پل خشتی نال کیاشهر
پل خشتی نال کیاشهر مربوط به دوره قاجار است و در شهرستان لاهیجان، بین روستای نال کیاشهر و لیالستان در راه قدیمی لاهیجان به لنگرود واقع شده و این اثر در تاریخ ۱۲ آذر ۱۳۷۵ با شمارهٔ ثبت ۱۷۸۳ به‌عنوان یکی از آثار ملی ایران به ثبت رسیده است.
طول این پل، ۲۲ متر و ارتفاع آن از سطح آب، بیش از ۵/۶ متر و عرض آن ۳۸۳ سانتی‌متر است. آجرهای استفاده شده در این پل ۴ ×  ۲۰× ۲۰ سانتی‌متر است. مسیر رفت و آمد روی پل سنگ‌فرش است و از دو سیل‌برگردان در دو طرف پایه‌ها برخوردار است.